# 華Doll*
『華Doll＊』（ハナドール、略称：華ドル）は、株式会社ムービックから発売されている『知的興奮型』キャラクターCDシリーズ。
作品のキャッチコピーは「Are you a thinking reed?（あなたは考える葦ですか？）」。そのキャッチコピーの通り、作品内には様々な考察要素が隠され、それを考え・読み解くことにより作品の裏設定やキャラクターの背景が深く知れる仕様となっている。通称「華ドール」、「華ドル」、「華」。原作はR/0(リオ）、キャラクターデザインはAnthos*を悌太、Loulou*diを篁ふみ、シナリオは関涼子が担当。
登場人物たちは架空の芸能事務所「天霧プロダクション」に所属し、アイドルとして活動をしている少年たち。現在はアイドルグループ「Anthos*（アントス）」「Loulou*di（ルルディ）」を中心にストーリーが描かれている。各CDはアイドルユニットのアルバムとして発売され、それぞれ楽曲とドラマパートで構成されている。

## 概要
飽和したアイドル業界に、天霧プロダクションによって新たに打ち出された「華人形プロジェクト（はなどーるぷろじぇくと）」。それは、人体に特殊な花の種状のカプセルを埋め込む人体改造によって人間の潜在能力を最大限まで引き出し、高い才能を持つ『完璧』なアイドルを人工的に生み出すプロジェクトだった。
「華Doll*」では、そのプロジェクトに参加した少年達 (Anthos*/Loulou*di) を主人公としたストーリーが、ドラマCDやSNS上でまるで彼らがリアルに存在するようなかたちで展開されていく。彼らがアイドルユニットとして発売する楽曲やMV’（ミュージックビデオ）、ドラマパートには様々な伏線が隠されており、それらを考察して読み取ると隠された裏設定や深いメッセージに気づく「知的興奮型コンテンツ」となっている。
「楽曲を聴いたり、応援をして普通のアイドルを応援する純粋なファンとしての立ち位置」、「ドラマを聴いたり考察をしてアイドル達の裏側まで知る記者や内部者的な立ち位置」の2つの視点から楽しめる作品となっているのが『華Doll*』の特徴である。

## 登場人物
現実での時間経過に応じて年齢が変化する。表記は2021年10月現在の情報。
声はCDシリーズにおいての担当声優、演は舞台版においての俳優。

### Anthos＊
Anthos＊（読み：アントス）は、天霧プロダクションに所属する男性アイドルグループ。2019年3月14日からAnthos（読み：アントス）として元々練習生だったメンバーとスカウトによるメンバー6人でプレデビュークラスで活動していた。2020年7月20日、全員が開花したことにより、非公開メンバー八代刹那を加えた7人グループAnthos＊(読みは変わらず：アントス）として正式デビューした。ユニット名は「花」を意味するギリシャ語に由来。様々なジャンルを盛り込んだ音楽とメッセージ性を秘めた歌詞で魅せるパフォーマンスを特徴としている。ファンの総称は「Antholic（アントリック）」。
影河凌駕（かげかわ りょうが）
声 - 濱野大輝
演 - 三島涼
8月31日生まれ。26歳。183センチメートル。A型。右腕にクローバーの模様。イメージカラーはGreen。筋肉担当。趣味はカメラ、筋トレ。イメージ動物は犬。メンバー最年長でその面倒見のよさから、Anthosのお父さん兼お母さんのような存在。元社会人。「自分の才能に賭けてみたくなった」と脱サラしてアイドルになった。かつて友人から言われた「折角の外見を隠すのはもったいない」という言葉のおかげでもある。生まれ付き右目がイエロー、左目がレッドのオッドアイ。
見た目に反し、お化け屋敷やホラー映画など怖いものは苦手。料理も不得手。抱き枕がないと眠れない可愛い一面も。Twitter（@Anthos_twt)に趣味の写真を投稿することもあり、仕事現場写真や風景写真などがある。足のサイズが大きい事が悩み。
楽曲では低音を活かし、ラップを担当することが多く、センターの眞紘と「ラップライン組（クリスマスカラーチーム）」と呼ばれている。
八代刹那（やしろ せつな）
声 -堀江瞬
2月26日生まれ。24歳。178センチメートル。血液型不明。腰にスノードロップの模様。イメージカラーはWhite。マイペース担当。趣味はガーデニング。2021年7月20日のAnthos*正式デビューの際に非公開メンバーとして発表された。アイドル関係や興味のあることに対してはテンションが上がるが、普段は寝ていたりぼーっとしている。Twitterで呟く際に「…」を多用している。元天霧プロダクション養成所の練習生で歌やダンスも完璧。まだまだ謎が多いが、眞紘によく懐いている。
灯堂理人（とうどう りひと）
声 - 伊東健人
演 - 丸山ナオ
9月16日生まれ。24歳。179センチメートル。AB型。背中にリンドウの模様。イメージカラーはPurple。歌声担当。趣味はカ読書、武道（居合道）。イメージ動物はフクロウ。Anthosきっての頭脳派。クールできつい物言いだが、実は優しく面倒見がいい。元モデル。メンバーとの初対面では必要最低限の会話しかせずにすぐにその場を去っており、身内での挨拶も必要ないと考えていた。次第にメンバーとの仲は深まっている。楽曲では、その肩書に負けずきれいな歌声を響かせている。騒がしい事が嫌いで、一番落ち着くのは早朝に共有のリビングルームで読書をすること。『ロミオとジュリエット』、『星の王子さま』、『アンドロイドは電気羊の夢を見るか？』など多種の本を読む。陽汰から「早寝早起きがみがみ爺」と呼ばれるほど早寝早起きで、メンバーにも早く寝るようによく注意している。アートにも興味があり、「AnthoZoo（アントズー）」というキャラクターブランドをチセと共に立ち上げた。
チセ / 祥來千勢（しょうらい ちとせ）
声 - 駒田航
演 - 徳井太一
1月2日生まれ。22歳。181センチメートル。AB型。腹にスイセンの模様。イメージカラーはYellow。ビジュアル担当。趣味はファッション、新しいもの。イメージ動物はユニコーン。マイペースで気ままな性格。自らの容姿に自信をもっているナルシスト。実家はお金持ち。ファッションが好きでよくメンバー（主に眞紘）の寝癖を直したり服をあげたりしている面倒見の良さも。メンバーに独自のあだ名をつけており、リョー君（凌駕）、リットー（理人）、オル君（薫）、ユッキー（眞紘）、ハリー（陽汰）と呼んでいる。方向音痴だがじっとしていられない性格故に、よく迷子になっている。メンバーのイメージ動物をもとにしたイラストを度々Twitterに投稿しており、灯堂理人と「AnthoZoo（アントズー）」というキャラクターブランドを立ち上げた。チセというのは芸名であり、本名をある理由から伏せている。
如月薫（きさらぎ かおる）
声 - 土岐隼一
演 - 中島優斗
2月7日生まれ。20歳。178センチメートル。A型。左胸にワスレナグサの模様。イメージカラーはBlue。マイナスイオン担当。趣味はお菓子作り、絵を描くこと。イメージ動物は子鹿。両親が応募して華人形プロジェクトオーディションに参加。昔は身体が弱く入退院を繰り返していたことが明らかになっている。ソロシリーズとコミカライズにて心臓が原因の病気であった風の描写がされている。今は治っているようだが…。Anthos*公式Twitterにて、度々自身の絵をアップしてくれる。その内容は鉛筆でスケッチされた動物のイラストから油絵による有名絵画の模写まで多岐にわたる。Anthos*の縁の下の力持ち的存在であり、メンバーからの信頼が厚い。大食いで、メンバーから度々「食いしん坊」扱いされるがどんなに食べても太らないらしい。美しいハイトーンボイスの持ち主。歌声担当の灯堂理人からも『高音の伸びが良い』と評されるほどで、この2人のペアはAntholicに「美声チーム」と呼ばれている。眞紘とは寮の部屋が同室でSNS上では度々二人で「#同年」タグをつけたツイートをしている。
結城眞紘（ゆうき まひろ）
声 - 山下誠一郎
演 - 北出流星
4月4日生まれ。20歳。174センチメートル。O型。首元にアネモネの模様。イメージカラーはRed。笑顔担当。趣味は時代劇、料理。映画にも詳しく「フォレスト・ガンプ」や「ロミオとジュリエット」、「バタフライ・エフェクト」などをファンやメンバーにおすすめしていた。イメージ動物はうさぎ。元天霧プロダクションの練習生。明るく朗らかで、笑顔を絶やさないことを大切にしている。Anthos*のセンターであり、本人は自覚していないが個性豊かなメンバーの良きバランサーとなっている。服のセンスは壊滅的で、以前『侍でござる』と書かれたピンクのパーカーを着ていたことをメンバーにツイートされ、界隈に衝撃が走った。チセにコーディネートの指南を受けて、最近は少しだけ普通になってきている（チセ曰く｢ユッキーのセンスが普通になってきてちょっと寂しい｣）。画伯であり、理人に『真似出来ないセンスだ』と評されるほど。以前Twitterのファン交流企画で行った絵しりとりでは、あまりの画伯ぶりにファンが回答出来ず最初のリプライが続かない珍事件も発生した。楽曲では凌駕と共にラップを担当することが多く「ラップライン組（クリスマスカラーチーム）」と呼ばれている。本来の名前は『天霧眞紘（あまぎりまひろ）』。
清瀬陽汰（きよせ はるた）
声 - 増田俊樹
演 - 水瀬裕也
6月5日生まれ。19歳。166センチメートル。B型。左腕にマリーゴールドの模様。イメージカラーはOrange。ムード担当。趣味はゲーム、音楽を聴くこと。イメージ動物は子ライオン。メンバーの中で1番ダンスが上手。レッスン後の自主練も欠かさず、メンバーが呼びに来るまで夕食の時間に気づかないこともあった。とても努力家であり、妥協しない性格で、パフォーマンスクオリティに厳しいスパルタ先生と言われている。Anthos*最年少ということもあり、メンバーそれぞれの名前を○○兄と呼ぶ(リョー兄、リト兄、チセ兄、カオ兄、ヒロ兄)。身長が低いことを気にしており、メンバーに度々いじられるので「チビって言うなー！」が口癖のようになっている。寝相がとても元気で、起きたら頭と足の位置が逆になっていることもあり寝言もよく言う。以前薫は、寝言と気付かずしばらく会話をしてしまったらしい。

### Loulou*di
Loulou*di（読み：ルルディ）は天霧プロダクションSSクラス練習生である烏麻亜蝶、氷薙ルイ、雨宮快斗の3人からなる人気男性アイドルグループであったが、雨宮快斗の脱退により一時活動休止していた。新メンバー櫻井鬨を加え、2021年12月に活動を再開。ユニット名はギリシャ語で「花」を意味する。デビュー当初はクールなイメージのユニットであったが、活動再開後はクールな印象を残しつつ、「高貴」「孤高」「哀愁」など空想的で繊細なイメージで活動をしている。ファンの総称は「Loumiel(ルミエル）」。
烏麻亜蝶（からすま あげは）
声 -豊永利行
11月19日生まれ。23歳。177センチメートル。AB型。クロホウシ(アエオニウム)の模様。イメージカラーはBlack。趣味は演技、人間観察。Loulou*diのセンター兼リーダー。
「完璧」にこだわり、何事も1 番でないと気がすまない性格で、アイドルとしての自分に誇りを持っている。漆黒の美しい見た目に独特のオーラを放っており、どこか浮世離れした近寄りがたさ、孤高の大物感がある。レジェンドクラスアイドルだったChiHEROを尊敬し、崇拝しており、彼のようなアイドルを目指している。
氷薙ルイ（ひなぎ　るい）
声 -武内駿輔
12月27日生まれ。25歳。184センチメートル。血液型不明。グレーシャス・グレイ（バラ）の模様。イメージカラーはSilver。趣味はアロマ、芸術鑑賞。Loulou*di の初期メンバーで、亜蝶とは練習生時代からの付き合いで、彼の存在と目指す先こそ至高であると思っている。背が高く体格が良いため威圧感があるが、性格は物静かで無口。よく動物に好かれ、どこからともなく鳥やリスなどが寄ってくるそう。亜蝶といるとき以外は静かな場所に一人でいることが好きで、よく美術館や博物館で目撃されている。
櫻井鬨（さくらい　とき）
声 -山下大輝
3月19日生まれ。18歳。166センチメートル。B型。桜の模様。イメージカラーはPink。趣味は読書とカフェめぐり。自称Loulou*diのかわいいを一身に背負っている。無邪気で少し我儘なLoulou*diの末っ子。甘いものや可愛いものが好きで、オフの日に可愛いカフェで読書をすることが趣味。辛い物は苦手。目立ちたがりで、負けず嫌いな一面があり、見た目のイメージに反してよく毒を吐くことも。亜蝶やルイを絶対視しており、崇拝している。

### 天霧プロダクション
天霧一（あまぎり はじめ）
声 - 間宮康弘　
天霧プロダクションの創業者であり現代表取締役社長。Anthos*眞紘の実の父親。
灯堂彼方（とうどう かなた）
声 - 花輪英司
華人形プロジェクトに携わる医師。Anthos*理人の父親であり、薫の元主治医。
PLANTs（プランツ）
Anthos*の寮にいるマスコットアンドロイド。卵型のボディに植物の芽が生えている。体調管理や仕事への送迎など、あらゆる面でAnthos*の生活を支えている。

## メディアミックス

### ディスコグラフィー

#### アルバム
| 発売日                                                       | 題名                                           | 規格品番                                       | 備考                                           |
| 1stシーズン『Flowering』シリーズ（Anthos出演）               | 1stシーズン『Flowering』シリーズ（Anthos出演） | 1stシーズン『Flowering』シリーズ（Anthos出演） | 1stシーズン『Flowering』シリーズ（Anthos出演） |
| ------------------------------------------------------------ | ---------------------------------------------- | ---------------------------------------------- | ---------------------------------------------- |
| 2019年6月21日                                                | 華Doll*1st season〜Flowering〜1巻「Birth」     | HNDL-1                                         |                                                |
| 2019年10月11日                                               | 華Doll*1st season〜Flowering〜2巻「Boxed」     | HNDL-2                                         |                                                |
| 2019年12月13日                                               | 華Doll*1st season〜Flowering〜3巻「IDOLls」    | HNDL-3                                         |                                                |
| 2020年3月20日                                                | 華Doll*1st season〜Flowering〜4巻「Message」   | HNDL-4                                         |                                                |
| 2020年6月26日                                                | 華Doll*1st season〜Flowering〜5巻「For...」    | HNDL-5                                         |                                                |
| 2ndシーズン『INCOMPLICA』シリーズ（Loulou*di/Anthos*出演）   |                                                |                                                |                                                |
| 2020年12月25日                                               | 華Doll*2nd season INCOMPLICA:IU～Univers～     | HNDL-13                                        | Loulou*diのアルバム                            |
| 2021年3月26日                                                | 華Doll*2nd season INCOMPLICA:IU～Meet～        | HNDL-16                                        | Anthos*のアルバム                              |
| 2021年6月25日                                                | 華Doll*2nd season INCOMPLICA:I/F～Idéal～      | HNDL-19                                        | Loulou*diのアルバム                            |
| 2021年10月1日                                                | 華Doll*2nd season INCOMPLICA:I/F～es～         | HNDL-20                                        | Anthos*のアルバム                              |
| 2022年2月4日                                                 | 華Doll*2nd season INCOMPLICA:IT～Pensée～      | HNDL-23                                        | Loulou*diのアルバム                            |
| 2022年4月15日                                                | 華Doll*2nd season INCOMPLICA:IT～ICON～        | HNDL-24                                        | Anthos*のアルバム                              |
| 3rd シーズン『THINK OF ME』シリーズ（Loulou*di/Anthos*出演） |                                                |                                                |                                                |
| 2022年9月16日                                                | 華Doll* 3rd season THINK OF ME: MONO           | HNDL-28                                        | Loulou*diのアルバム                            |
| 2022年10月21日                                               | 華Doll* 3rd season THINK OF ME: TELL           | HNDL-30                                        | Anthos*のアルバム                              |
| 2023年3月31日                                                | 華Doll* 3rd season THINK OF ME: ARK            | HNDL-32                                        | Loulou*diのアルバム                            |
| 2023年5月26日                                                | 華Doll* 3rd season THINK OF ME: FAKE           | HNDL-34                                        | Anthos*のアルバム                              |
| 2023年7月28日                                                | 華Doll* 3rd season THINK OF ME: NOTHING        | HNDL-37                                        | Loulou*diのアルバム                            |
| 2023年10月13日                                               | 華Doll* 3rd season THINK OF ME: OTHER          | HNDL-38                                        | Anthos*のアルバム                              |
| 2023年12月22日                                               | 華Doll* 3rd season THINK OF ME: DÉJÀ VU        | HNDL-39                                        | Loulou*diのアルバム                            |
| 2024年3月1日予定                                             | 華Doll* 3rd season THINK OF ME: ROOM           | HNDL-41                                        | Anthos*のアルバム                              |

#### シングル
| 発売日                          | 題名                                           | 規格品番                       | 備考                           |
| ソロ曲『The Way I Am』シリーズ  | ソロ曲『The Way I Am』シリーズ                 | ソロ曲『The Way I Am』シリーズ | ソロ曲『The Way I Am』シリーズ |
| ------------------------------- | ---------------------------------------------- | ------------------------------ | ------------------------------ |
| 2020年9月11日                   | 華Doll* Anthos*～The Way I Am～LIHITO          | HNDL-8                         |                                |
| 2020年10月9日                   | 華Doll* Anthos*～The Way I Am～KAORU           | HNDL-9                         |                                |
| 2020年11月13日                  | 華Doll* Anthos*～The Way I Am～RYOGA           | HNDL-10                        |                                |
| 2020年12月11日                  | 華Doll* Anthos*～The Way I Am～CHISE           | HNDL-12                        |                                |
| 2021年1月15日                   | 華Doll* Anthos*～The Way I Am～HARUTA          | HNDL-14                        |                                |
| 2021年2月12日                   | 華Doll* Anthos*～The Way I Am～MAHIRO          | HNDL-15                        |                                |
| 2021年5月21日                   | 華Doll* Anthos*～The Way I Am～SETSUNA         | HNDL-17                        |                                |
| 2ndソロ曲『Air Quotes』シリーズ |                                                |                                |                                |
| 2023年8月17日                   | Anthos* 2nd solo series -Air Quotes- “KAORU”   |                                | デジタル配信のみ。             |
| 2023年8月17日                   | Anthos* 2nd solo series -Air Quotes- “HARUTA”  |                                | デジタル配信のみ。             |
| 2023年10月5日                   | Anthos* 2nd solo series -Air Quotes- “LIHITO”  |                                | デジタル配信のみ。             |
| 2023年10月5日                   | Anthos* 2nd solo series -Air Quotes- “CHISE”   |                                | デジタル配信のみ。             |
| 2023年12月24日                  | Anthos* 2nd solo series -Air Quotes- “SETSUNA” |                                | デジタル配信のみ。             |
| 2023年12月24日                  | Anthos* 2nd solo series -Air Quotes- “MAHIRO”  |                                | デジタル配信のみ。             |
| 2023年12月24日                  | Anthos* 2nd solo series -Air Quotes- “RYOGA”   |                                | デジタル配信のみ。             |

#### ドラマCD
| 発売日                               | 題名                                                    | 規格品番 | 備考           |
| ------------------------------------ | ------------------------------------------------------- | -------- | -------------- |
| 2021年4月30日                        | 華Doll* Special Package                                 | HNDL-6   | [ メンバー 4 ] |
| 2021年4月30日                        | 華Doll* Special Package2                                | HNDL-11  | [ メンバー 1 ] |
| ドラマCD『Behind The Frame』シリーズ |                                                         |          |                |
| 2022年9月16日                        | 華Doll* Anthos* -Behind The Frame- LIHITO&KAORU&SETSUNA | HNDL-29  | [ メンバー 5 ] |
| 2022年11月18日                       | 華Doll* Anthos* -Behind The Frame- CHISE&HARUTA         | HNDL-31  | [ メンバー 6 ] |
| 2022年12月23日                       | 華Doll* Anthos* -Behind The Frame- RYOGA&MAHIRO         | HNDL-33  | [ メンバー 7 ] |

#### その他
| 発売日         | 題名                                | 規格品番 | 備考               |
| -------------- | ----------------------------------- | -------- | ------------------ |
| 2021年8月20日  | 華Doll* Anthos -Flowering- Remix    |          | デジタル配信のみ。 |
| 2021年11月26日 | 華Doll* -Flowering- THE BEST 通常盤 | HNDL-21  | [ メンバー 3 ]     |
| 2021年11月26日 | 華Doll* -Flowering- THE BEST 豪華盤 | HNDL-22  | [ メンバー 3 ]     |
| 2022年6月17日  | 華Doll* -The Way I Am-THE BEST      | HNDL-26  | [ メンバー 3 ]     |

#### Blu-ray
| 発売日            | 題名                                                | 規格品番 | 備考           |
| ----------------- | --------------------------------------------------- | -------- | -------------- |
| 2021年12月24日    | 華Doll* 7 Meet A Anthos* Stage Event 2021           | HNDL-25  | [ メンバー 3 ] |
| 2023年2月10日     | 華Doll -INCOMPLICA- Anthos* Stage Event 2022        | HNDL-36  | [ メンバー 1 ] |
| 2024年2月16日予定 | 華Doll* -Behind The Frame- Anthos* Stage Event 2023 | HNDL-42  | [ メンバー 3 ] |

### 漫画
コミカライズ『華Doll* 〜Flowering〜Boys were still in a dream』（ハナドール フラワリング ボーイズ ワー スティル イン ア ドリーム）が、『少年マガジンエッジ』（講談社）にて2020年12月号から2021年11月号まで連載された。シナリオは原作のR/0、movicによる完全監修で、作画は名尾生博が担当。1stシーズン「Flowering」シリーズのストーリーをベースにし、ドラマCDには描かれなかった様々なエピソードが書き下ろしオリジナルストーリーとなって掲載されている。
- R/0、movic（原作）・名尾生博（漫画）『華Doll* 〜Flowering〜Boys were still in a dream』講談社〈マガジンエッジKC〉、2021年12月13日発売[8]、ISBN 978-4-06-526107-1

### テレビアニメ
2023年6月、アニメ化が発表された。『華Doll*-Reinterpretation of Flowering-』（ハナドール リインタープリテーション オブ フラワリング）のタイトルで、2025年4月から6月までTOKYO MXほかにて放送された。
2025年3月30日に先行上映会が東京都のアニメイトシアターにて行われ、山下誠一郎、伊東健人、駒田航、土岐隼一がイベントに参加。キャストによると、アニメ化は「新しい栄養」であると表されている。

#### スタッフ
- 原作・天霧統括プロデューサー - R/0[12]
- 監督・音響監督 - たかたまさひろ[12]
- シリーズ構成 - ジャイロナックル[12]
- キャラクター原案 - 悌太
- キャラクターデザイン - 荒井梨沙[12]
- プロップデザイン - 大川義史、teto
- 美術監督 - 杉山祐子
- 美術設定 - 真村躍、佐藤正浩
- 色彩設計 - 中村理沙
- 3DCG制作 - 深瀬沙哉（UWAN Pictures）[12]
- 撮影監督 - 牧野真人
- 編集 - 齋藤朱里
- 音響効果 - 和田俊也
- 音響制作 - tuple
- 音楽 - Mitsunori Ikeda
- 音楽プロデューサー - Yuma.
- プロデューサー - 柳下博忠、照井健、嶋崎英郎
- アニメーションプロデューサー - 山浦貴法[12]
- アニメーションプロデュース - 鈴木公尚、Ssbアニメ企画
- 制作 - A-Real[12]
- 製作 - アニメ華Doll*製作委員会

#### 主題歌
「Clockwork Flowers」
Anthosによるオープニングテーマ。作詞はzakbee、作曲はzakbeeとKAN TAKAHIKO、編曲はKAN TAKAHIKO。
「Fall leaves after leaves fall」
Anthosによるエンディングテーマ。作詞・作曲・編曲はINN。

#### 各話リスト
| 話数 | サブタイトル                   | 脚本             | 絵コンテ                                                          | 演出                      | 作画監督 | 総作画監督            | 初放送日      |
| ---- | ------------------------------ | ---------------- | ----------------------------------------------------------------- | ------------------------- | --- | --------------------- | ------------- |
| ＊01 | 華人形はアイドルの夢を見るか？ | ジャイロナックル | たかたまさひろ                                                    | 渡辺万理恵                | 大川義史 黒澤陽 こうのけいこ Go Eunbitna Min Ye Won Heo Jeong Hwa Song Seok Chan                             | こうのけいこ 荒井梨沙 | 2025年 4月9日 |
| ＊02 | それは悲劇でなく喜劇           | ジャイロナックル | 高嶋友也 アオヤマユミカ                                           | 渡辺万理恵                | Go Eunbitna Min Ye Won Bae Jeong A Song Seok Chan LEE Ha Neul Jung Da Hyun Heo Jeong Hwa                     | こうのけいこ          | 4月16日       |
| ＊03 | 見えない華は箱の中             | ジャイロナックル | 室谷靖                                                            | にしづきあらた            | 古徳真美 齊藤香織 芝田千紗 清水勝祐 山下聖美                                                                 | 高橋なぎさ            | 4月23日       |
| ＊04 | 華は呼び名を変えても甘く香る   | ジャイロナックル | 高嶋友也 アオヤマユミカ 塚田康隆 島己 久万ふくろう                | 高嶋友也                  | Go Eunbitna Min Ye Won Bae Jeong A Song Seok Chan LEE Ha Neul Jang Hyung Wan Heo Jeong Hwa Hong Da Yeong     | こうのけいこ          | 4月30日       |
| ＊05 | 時計仕掛けのレベルアップ       | ジャイロナックル | 福島宏之                                                          | 村田尚樹                  | Kwon EunJoo Kim sunmi Kim Jina Lee Minji LeeYeRin in jiyeon Hwang SuBeen                                     | 荒井梨沙              | 5月7日        |
| ＊06 | 317号室の一期一会              | ジャイロナックル | 高嶋友也 アオヤマユミカ 塚田康隆 島己 久万ふくろう 東郷有希       | ながはまのりひこ          | 飯飼一幸 齊藤香織 松下清志 廣嶋美穂 朴乾河 小朋                                                              | こうのけいこ          | 5月14日       |
| ＊07 | 涙の波紋に落ちた騎士           | ジャイロナックル | 福島宏之                                                          | 渡辺万理恵                | 杭新華 李文静 陳玉峰 ゆき isform                                                                             | 荒井梨沙              | 5月21日       |
| ＊08 | 太陽が目覚める日に             | ジャイロナックル | 高嶋友也 アオヤマユミカ 島己 久万ふくろう 東郷有希 まつもとめいこ | 村田尚樹                  | Kwon EunJoo Kim sunmi KIM HanJu Kim Hyeon Soo Song Jiyeon Lee Minji LeeYeRin in jiyeon Hwang SuBeen          | 荒井梨沙              | 5月28日       |
| ＊09 | スタンド・バイ・ミー           | 山浦貴法         | 西森章                                                            | ながはまのりひこ          | 飯飼一幸 齊藤香織 廣嶋美穂 朴乾河 小朋                                                                       | こうのけいこ          | 6月4日        |
| ＊10 | チョコレートボックスの中身     | 山浦貴法         | 室谷靖                                                            | 水野雪月                  | Kwon EunJoo Kim jina Kim sunmi KIM HanJu Kim Hyeon Soo Song Jiyeon Lee Minji LeeYeRin in jiyeon Hwang SuBeen | 荒井梨沙              | 6月11日       |
| ＊11 | I'll come back for you         | たかたまさひろ   | 福島宏之                                                          | 石ダテコー太郎            | Kwon EunJoo Kim jina Kim sunmi KIM HanJu Kim Hyeon Soo Song Jiyeon Lee Minji LeeYeRin in jiyeon Hwang SuBeen | 荒井梨沙              | 6月18日       |
| ＊12 | 人間よりも人間らしく           | たかたまさひろ   | 福島宏之 たかたまさひろ                                           | 渡辺万理恵 たかたまさひろ | SongJiyeon KIM HanJu Lee Minji Hwang SuBeen LeeYeRin Kwon EunJoo Kim sunmi Kim Jina in jiyeon Kim Hyeon Soo  | こうのけいこ          | 6月25日       |

#### 放送局
| 放送期間                | 放送時間                     | 放送局     | 対象地域 | 備考                                            |
| ----------------------- | ---------------------------- | ---------- | -------- | ----------------------------------------------- |
| 2025年4月9日 - 6月25日  | 水曜 22:30 - 23:00           | TOKYO MX   | 東京都   | 製作参加                                        |
|                         | 水曜 23:00 - 23:30           | BS日テレ   | 日本全域 | 製作参加 / BS/BS4K放送 / 『アニメにむちゅ〜』枠 |
| 2025年4月10日 - 6月26日 | 木曜 0:00 - 0:30（水曜深夜） | サンテレビ | 兵庫県   |                                                 |
|                         |                              | KBS京都    | 京都府   |                                                 |
|                         | 木曜 2:05 - 2:35（水曜深夜） | テレビ愛知 | 愛知県   |                                                 |

| 配信開始日   | 配信時間        | 配信サイト | 備考     |
| ------------ | --------------- | --- | -------- |
| 2025年4月9日 | 水曜 23:00 更新 | AbemaTV AnimeFesta DMM TV dアニメストア （本店・ニコニコ支店・for Prime Video） FOD Hulu J:COM STREAM Lemino Premium milplus Prime Video SPOOX TELASA TVer U-NEXT アニメ放題 ニコニコ生放送 バンダイチャンネル ひかりTV ひかりTV for docomo | 見放題   |
|              |                 | Google TV Happy!動画 J:COM STREAM milplus Prime Video TELASA YouTube ニコニコチャンネル バンダイチャンネル | 都度課金 |

#### BD
| 巻 | 発売日             | 収録話         | 規格品番  | 規格品番  |
| 巻 | 発売日             | 収録話         | 豪華版    | 通常版    |
| -- | ------------------ | -------------- | --------- | --------- |
| 上 | 2025年8月29日予定  | 第1話 - 第6話  | HNDL-0056 | HNDL-0055 |
| 下 | 2025年10月10日予定 | 第7話 - 第12話 | HNDL-0058 | HNDL-0057 |

### 舞台
舞台「華Doll* THE STAGE -Another Universe-」
第一弾である「華Doll* THE STAGE -Another Universe-」は2023年3月16日から26日にかけてアニメイトシアターにて公演。第二弾である「華Doll* THE STAGE-Another Universe- Part.Ⅱ」は2023年10月28日から2023年11月5日にかけて公演された。Anthosが出演。

キャスト
Anthos（詳細は登場人物参照）。声の出演として天霧一（間宮康弘）、天霧智紘（山下誠一郎）。アンサンブルとして森⽥陽⼤、久野⽊貴⼠、佐藤慧⼀、⾚間頼依、森川大輝。
スタッフ
- 演出・脚本 - 山本タク、関涼子
- 演出助手 - 中島一博、長谷川雅也、木村美咲
- 衣裳 - 加藤佑里恵（藤衣裳）
- ヘアメイク - 松前詠美子